# Слонский, Станислав
Стани́слав Сло́нский (9 октября 1879, Михаловице-Весь близ Варшавы — 8 марта 1959, Варшава) — польский лингвист, славист.

## Биография
В 1898 г. закончил V гимназию в Варшаве, а затем поступил в Ягеллонский университет. Однако позже вернулся в Варшаву, где изучал право в Варшавском университете, который закончил в 1903 г. Потом учился в Гейдельберге и Лейпциге (1904—1907). Вернувшись в Варшаву, восемь лет (1907—1915) работал учителем польского языка в пяти польских гимназиях.
С формированием нового Варшавского университета в 1915 г. Станислав Слонский был организатором и первым руководителем Славянского семинара на гуманитарном факультете. С 1924 г. профессор.
В 1908 г. Станислав Слонский стал членом Варшавского научного общества, а в 1934 г. Польской академии знаний. В 1936 г. стал сооснователем и президентом «Общества друзей сербо-лужицкого народа» при Варшавском университете.
В 1927—1939 гг. был одним из редакторов самого старого польского филологического журнала «Филологические труды».
Станислав Слонский похоронен на кладбище Повонзки.

## Наиболее важные труды
- Psałterz puławski (1916)
- Historia języka polskiego w zarysie (1934)
- Słownik polskich błędów językowych (Warszawa, 1947)
- O języku Jana Kochanowskiego (1949)
- Gramatyka języka starosłowiańskiego (1950)